# Нехавенд
Нехаве́нд або Нахава́нд, або Ніхава́нд, або Ніхаве́нд (перс. نهاوند) — місто в західній частині Ірану, у провінції Хамадан. Є адміністративним центром однойменного шахрестану. Є третім за чисельністю населення містом провінції.

## Географія
Місто розташовано в південній частині Хамадану, у гірській місцевості.
Нехавенд розташований за 65 кілометрів на південний захід від Хамадана, адміністративного центру провінції та за 310 кілометрів на південний захід від Тегерана.

## Історія
Місто було засновано за часів правління Дарія I Великого з династії Ахеменідів, на території перської сатрапії Мідія. За часів правління македонської династії Селевкідів поряд із Нехавендом були засновані грецькі міста Апамея та Лаодікея, що згадувались у творах Страбона та Плінія Старшого.
642 року в околицях міста відбулась битва між армією арабів-мусульман халіфа Умара та перським військом шахиншаха Єздигерда III, що завершилась цілковитою поразкою персів.
З історією міста пов'язано також життя Біньяміна Нахавенді (бл. 830—860), одного з лідерів іранських караїмів.